# Ssabagabo
Ssabagabo, aussi connue comme Ssabagabo-Makindye, est une municipalité en Ouganda.

## Emplacement
La ville est située dans le district de Wakiso, juste au sud de la région de Kampala. Elle contient entre autres les villes suivantes : Mutundwe (en), Najjanankumbi (en), Zana (en), Bunnamwaya, Seguku, Lubowa (en), Ndejje-Lubugumu, Busaabala, Masajja, Kaazi, Lweeza (en), Kigo (en) et Kubbiri.
En 2014, la municipalité compte 410 044 habitants.
La ville est plutôt peuplée par les classes moyennes, aisées et supérieures. Dans le quartier de Lubowa, Roofings Limited (en) a deux usines, sur les trois qu'elle possède. L'ancienne route Kampala-Entebbe traverse l'est de la ville ; le tronçon de l'autoroute Entebbe-Kampala traverse le sud de la ville.